# 青年路街道 (西安市)
青年路街道，是中华人民共和国陕西省西安市蓮湖區下辖的一个乡镇级行政单位。

## 行政区划
青年路街道下辖以下地区：
莲湖路第一社区、莲湖路第二社区、莲湖路第三社区、莲湖路第四社区、青年路第一社区、青年路第二社区、青年路第三社区、糖坊街社区、东药王洞社区、西药王洞社区、习武园社区、西北一路社区和安定社区。